# Кубок Додди Уэйра
Кубок Додди Уэйра (англ. Doddie Weir Cup, валл. Cwpan Doddie Weir) — ежегодный регбийный кубок, разыгрываемый с 2018 года между сборными Шотландии и Уэльса. Мероприятие названо в честь шотландского регбиста Додди Уэйра, выступавшего на позиции замка, с целью привлечь внимание к тем, кто страдает от заболевания «боковой амиотрофический склероз», который был диагностирован У Додди Уэйра в 2017 году.
Первый розыгрыш состоялся 3 ноября 2018 года в Кардиффе и завершился победой Уэльса со счётом 21:10. Через год валлийцы защитили титул обладателей Кубка, выиграв у шотландцев со счётом 18:11 в игре Кубка шести наций в Эдинбурге.

## Внешний вид кубка
Кубок был изготовлен эдинбургской компанией Hamilton and Inches и принят Шотландским и Валлийским регбийными союзами. По словам самого Додди Уэйра, ручки кубка внешне напоминали его собственные уши, и этот факт он оценил как «абсолютно фантастическую работу».

## Благотворительная деятельность
Страдающий от бокового амиотрофического склероза Уэйр основал фонд My Name'5 Doddie, собирающий средства на лечение и реабилитацию людей, страдающих от подобного заболевания. Ни Валлийский, ни Шотландский регбийный союз не собирались изначально переводить в фонд средства от продажи билетов на матч, но под давлением болельщиков и СМИ согласились совместно выделить «шестизначную сумму».

## Статистика
| Место матча | Сыграно | Побед Шотландии | Побед Уэльса | Ничьих | Очки Шотландии | Очки Уэльса |
| ----------- | ------- | --------------- | ------------ | ------ | -------------- | ----------- |
| В Шотландии | 3       | 1               | 2            | 0      | 70             | 50          |
| В Уэльсе    | 4       | 2               | 2            | 0      | 68             | 77          |
| Итого       | 7       | 3               | 4            | 0      | 138            | 127         |

## Результаты
- К6Н – Кубок шести наций
- ТМ – Осенний тестовый матч[англ.]

| Год  | Дата       | Место                    | Хозяева   | Счёт  | Гости     | Победитель |
| ---- | ---------- | ------------------------ | --------- | ----- | --------- | ---------- |
| 2018 | 3 ноября   | Миллениум, Кардифф       | Уэльс     | 21:10 | Шотландия | Уэльс      |
| 2019 | 9 марта    | Маррифилд, Эдинбург      | Шотландия | 11:18 | Уэльс     | Уэльс      |
| 2020 | 31 октября | Парк и Скарлетс, Кардифф | Уэльс     | 10:14 | Шотландия | Шотландия  |
| 2021 | 13 февраля | Маррифилд                | Шотландия | 24:25 | Уэльс     | Уэльс      |
| 2022 | 12 февраля | Миллениум                | Уэльс     | 20:17 | Шотландия | Уэльс      |
| 2023 | 11 февраля | Маррифилд                | Шотландия | 35:7  | Уэльс     | Шотландия  |
| 2024 | 3 февраля  | Миллениум                | Уэльс     | 26:27 | Шотландия | Шотландия  |